# 董晓健
董晓健（1962年9月—），男，汉族，江西浮梁人，中华人民共和国政治人物。现任新余市人大常委会党组书记、主任。

## 生平
1983年，董晓健毕业于江西大学数学系。1984年加入中国共产党。历任江西省景德镇市审计局副科长、科长，景德镇市政府办公室副主任，市政府副秘书长、秘书长，中共景德镇市委秘书长、办公室主任，江西省国资办副主任，江西省国有资产监督管理委员会副主任等职务。2011年，获得武汉大学计算机学院工学博士学位。
2013年10月，任中共新余市委副书记。2015年2月，担任新余市人民政府市长。2018年2月24日，当选为第十三届全国人大代表。2019年1月，当选新余市人大常委会主任。2021年1月，任江西省人民代表大会环境与资源保护委员会副主任委员，并任职至今。